# Campionat d'Europa de persecució individual masculí
|  | Aquest article és sobre la competició masculina. Per a la competició femenina, vegeu Campionat d'Europa de persecució individual femení |

El Campionat d'Europa de persecució individual masculina és el campionat d'Europa de Persecució individual organitzat anualment per la UEC. Es porten disputant des del 2014 dins els Campionats d'Europa de ciclisme en pista.

## Medaller
| En negreta = Ciclista campió (1) = Nombre de campionats |

| V    | 2014 | Andrew Tennant         | Aleksandr Ievtuixenko | Kersten Thiele      | Guadalupe                 |  |
| VI   | 2015 | Stefan Küng            | Domenic Weinstein     | Dion Beukeboom      | Grenchen                  |  |
| VII  | 2016 | Corentin Ermenault     | Filippo Ganna         | Dion Beukeboom      | Saint-Quentin-en-Yvelines |  |
| VIII | 2017 | Filippo Ganna          | Ivo Oliveira          | Domenic Weinstein   | Berlín                    |  |
| IX   | 2018 | Domenic Weinstein      | Ivo Oliveira          | Claudio Imhof       | Glasgow                   |  |
| X    | 2019 | Corentin Ermenault (2) | Domenic Weinstein     | Felix Groß          | Apeldoorn                 |  |
| XI   | 2020 | Ivo Oliveira           | Jonathan Milan        | Lev Gonov           | Plòvdiv                   |  |
| XII  | 2021 | Jonathan Milan         | Lev Gonov             | Claudio Imhof       | Grenchen                  |  |
| XIII | 2022 | Nicolas Heinrich       | Davide Plebani        | Manlio Moro         | Múnic                     |  |
| XIV  | 2023 | Jonathan Milan (2)     | Daniel Bigham         | Tobias Buck-Gramcko | Grenchen                  |  |
| XV   | 2024 | Daniel Bigham          | Charlie Tanfield      | Rasmus Pedersen     | Apeldoorn                 |  |